# فرودگاه یشم
فرودگاه یشم (به انگلیسی: Jasper Airport) یک فرودگاه خصوصی با کد یاتا YJA است که یک باند فرود چمن دارد و طول باند آن ۱۲۱۶ متر است. این فرودگاه در شهر جاسپر (آلبرتا) کشور کانادا قرار دارد و در ارتفاع ۱۰۲۱ متری از سطح دریا واقع شده‌است.